# Scottish Professional Football League
Ne doit pas être confondu avec Championnat d'Écosse de football, Scottish Football League ou Scottish Premier League.
La Scottish Professional Football League est la ligue professionnelle de football en Écosse. Elle a été formée en juin 2013 par la fusion de la Scottish Football League et de la Scottish Premier League, réunissant ainsi les 4 plus hauts niveaux du championnat écossais de football sous une même administration. La SPFL gère aussi deux compétitions nationales de coupe : la Coupe de la Ligue et la Scottish Challenge Cup.

## Histoire
La Scottish Football League a été formée en 1890 et gérait le haut niveau du football en Écosse, avec quatre divisions à partir de la saison 1994-95. Le 8 septembre 1997, les clubs de la première division firent sécession de la Scottish Football League pour former la Scottish Premier League, suivant l'exemple de la Premier League anglaise. Cette décision était motivée par la volonté des clubs de gérer directement les revenus générés par leur championnat, notamment en matière de sponsorship et de droits télévisuels.
Toutefois, face à la concurrence de la Premier League anglaise et de son rayonnement international, la Scottish Premier League avait des difficultés à s'imposer aussi nettement que souhaité. Un rapport, commandé par la Fédération écossaise de football et présidé par l'ancien Premier ministre d'Écosse Henry McLeish, remis en décembre 2010, recommandait que le football de clubs en Écosse gagnerait à être dirigé par une seule tête et que la première division devrait être limitée à 10 clubs, contre 12 alors. Toutefois cette proposition fut rejetée par les clubs de la Scottish Premier League, avec 4 votes contre, la limite étant de deux votes pour bloquer une proposition.
Cependant, l'idée de fusionner la Scottish Football League et la Scottish Premier League en une seule entité a continué à faire son chemin. Une nouvelle proposition de fusion avec un nouveau système de ligues à trois divisions à 12, 12 et 18 clubs respectivement fut de nouveau rejetée en avril 2013, mais cette fois avec uniquement deux vote contre (Ross County et Saint Mirren), mais les clubs de la Scottish Premier League annoncèrent qu'ils accepteraient une fusion des deux structures si le système de quatre divisions ainsi que le nombre de clubs par division étaient sauvergardés.
Une contre-proposition faite dans la foulée par la Scottish Football League respectant ces critères mais proposant une redistribution des revenus plus avantageuses pour les clubs des divisions 3 et 4 fut de nouveau rejetée.
Toutefois, les clubs de division 2 menaçant de quitter la Scottish Football League pour former une sorte de Scottish Premier League 2 et la Scottish Premier League déclarant qu'ils étaient prêts à les accueillir, cela accéléra le mouvement et finalement le 12 juin 2013, un nouveau vote valida une nouvelle proposition de fusion, qui devint effective le 28 juin 2013. La saison 2013-2014 allait donc être la première gérée par la nouvelle structure, la Scottish Professional Football League.

## Structure
Le 24 juillet 2013, le nom des 4 divisions constituant le nouveau haut niveau du football en Écosse était annoncé : Scottish Premiership, Scottish Championship, Scottish League One et Scottish League Two.
La SPFL est juridiquement une corporation appartenant aux 42 clubs qui en sont membres. Chaque club participe aux votes sur les questions concernant les règles de fonctionnement de la SPFL. Les clubs élisent un bureau composé de 6 membres chargés de gérer les opérations courantes. Ce bureau élit ensuite un président : Neil Doncaster (en) est devenu, en juillet 2013, le premier président du bureau de la SPFL, ayant battu David Longmuir (en).

### Membres originaux
Scottish Premiership
- Aberdeen
- Celtic
- Dundee
- Dundee United
- Hamilton Academical
- Inverness Caledonian Thistle
- Kilmarnock
- Motherwell
- Partick Thistle
- Ross County
- St Johnstone
- Saint Mirren

Scottish Championship
- Alloa Athletic
- Cowdenbeath
- Dumbarton
- Falkirk
- Heart of Midlothian
- Hibernian
- Livingston
- Queen of the South
- Raith Rovers
- Rangers

Scottish League One
- Airdrieonians
- Ayr United
- Brechin City
- Dunfermline Athletic
- Forfar Athletic
- Greenock Morton
- Peterhead
- Stenhousemuir
- Stirling Albion
- Stranraer

Scottish League Two
- Albion Rovers
- Annan Athletic
- Arbroath
- Berwick Rangers
- Clyde
- East Fife
- East Stirlingshire
- Elgin City
- Montrose
- Queen's Park

## Sponsors et médias
Les contrats entre la Scottish Football League et Irn-Bru d'une part et entre la Scottish Premier League et Clydesdale Bank d'autre part ont expiré tous les deux en 2013, laissant les mains libres à la SPFL pour renégocier de nouveaux partenariats. En octobre 2013, Neil Doncaster (en) annonça qu'un nouveau contrat était signé avec Irn-Bru, faisant de la marque de boisson le premier partenaire officiel de la nouvelle structure.
Pour ce qui est de la couverture télévisée, la SPFL s'engagea avec Sky Sports et BT Sport pour le marché britannique et avec le groupe chinois PPTV (en) pour l'international.